# Blue&Me

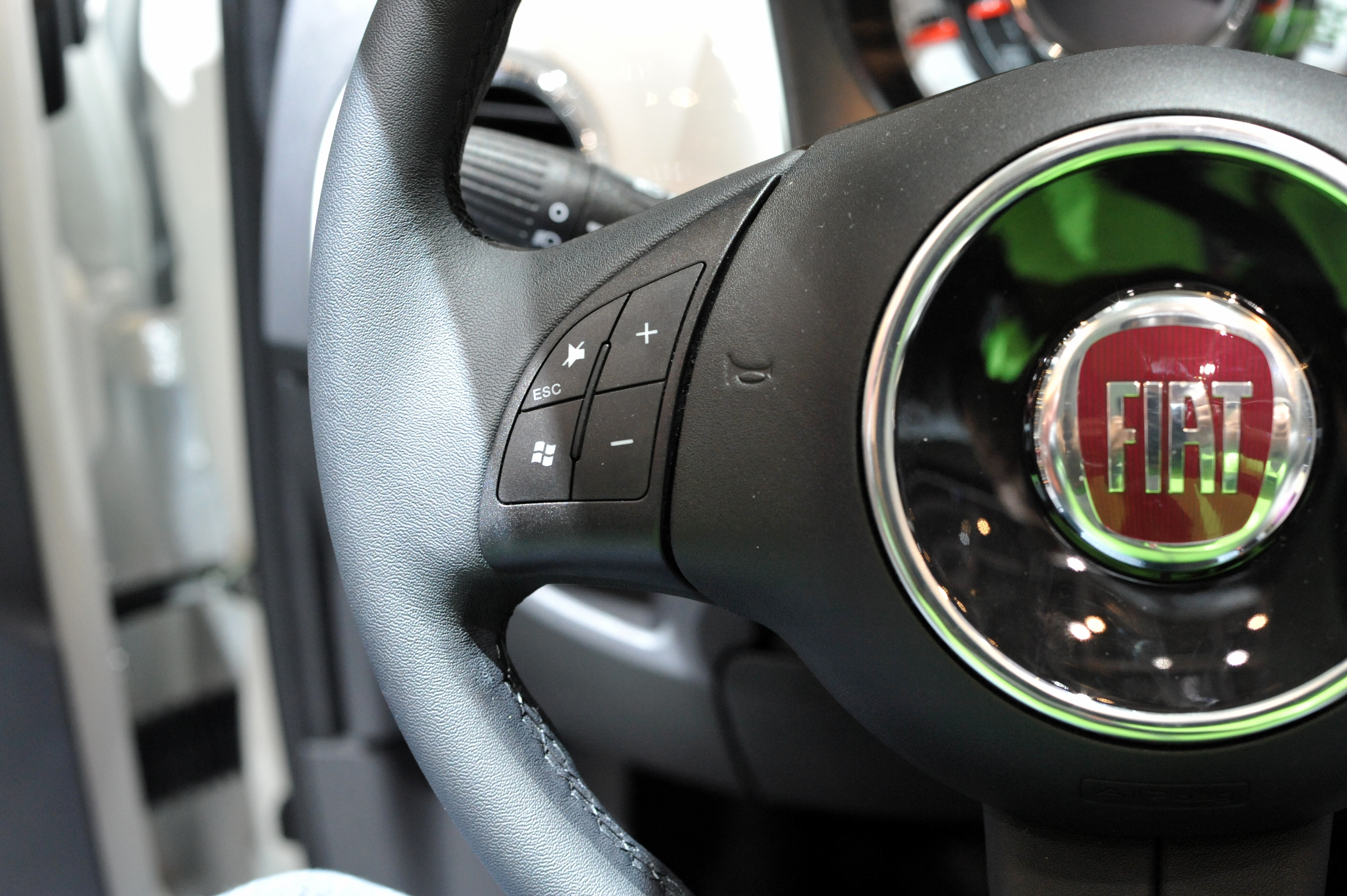
Fiat Blue&Me. Женевское автошоу, март 2011

Blue&Me — информационно-развлекательная система система для автомобилей Fiat, созданная на основе Microsoft Auto и разработанная в партнерстве (начатом в 2004) между Magneti Marelli (Fiat Group) и Microsoft Corporation. Система основана на модульной структуре, которая позволяет устанавливать и использовать произвольные услуги. Система предлагает Bluetooth и USB соединения с мобильными телефонами и персональными медиаплеерами. Он также предоставляет hands-free систему, что позволяет контролировать все функции с помощью голосовых команд, с помощью речевых технологий из Nuance Communications. Система разработана совместно с Magneti Marelli, чтобы быть совместимой с большинством мобильных телефонов и медиаплееров.
Blue&Me Nav представляет собой расширенную систему, которая добавляет функции GPS навигации.
На Автосалоне в Болонье 2007 года, Fiat представила новый портативный навигационный блок Blue&Me системы под названием Blue&Me Map.
Система является эксклюзивной для Abarth, Alfa Romeo, Fiat и Lancia автомобилей и легких коммерческих автомобилей Fiat Professional.

## EcoDrive
EcoDrive впервые был представлен в качестве предварительного просмотра на Франкфуртском автосалоне 2007, а затем официально представлен в 2008 году на Парижском автосалоне. Это новый компонент сервиса, который предлагает возможность отслеживать эффективность вождения. Она собирает данные о выбросах CO и потреблении топлива, сохраняя их на USB-флеш-накопитель, который затем можно подключить к ПК и проанализировать их.
Теперь он доступен для Fiat 500, Fiat Linea, Fiat Grande Punto и Fiat Bravo. Fiat уверяет, что в 2009 году EcoDrive будет доступен для всего диапазона автомобилей, оснащенного Blue&Me.

## Автомобили, оснащенные Blue&Me
- Abarth 500
- Abarth 500c
- Abarth Grande Punto
- Abarth Punto Evo
- Alfa Romeo 159
- Alfa Romeo Brera
- Alfa Romeo Spider
- Alfa Romeo MiTo
- Alfa Romeo Giulietta
- Fiat Croma
- Fiat Doblo Nuova
- Fiat Ducato
- Fiat Nuova 500
- Fiat Grande Punto
- Fiat Linea
- Fiat Bravo
- Lancia Ypsilon
- Lancia Delta